# Фавро, Джон (спичрайтер)
Джо́натан «Джон» Фа́вро (англ. Jonathan «Jon» Favreau; род. 2 июня 1981, Уинчестер, Массачусетс, США) — американский политический спичрайтер и комментатор, глава по спичрайтингу Белого дома в администрации президента США Барака Обамы (2009—2013), который называл его своим «телепатом». Второй после Джеймса Фоллоуса самый молодой глава по спичрайтингу Белого дома. Является соведущим политического подкаста «Pod Save America» (с 2017 года), а также пишет для интернет-издания «The Daily Beast».
В 2009 году журнал «Time» поместил имя Фавро в список 100 самых влиятельных людей в мире «Time 100» в категории «Учёные и мыслители», журнал «GQ» — в список «50 самых влиятельных людей в округе Колумбия», журнал «Vanity Fair» — в список «Следующий истеблишмент», а журнал «People» — в список «Самые красивые люди в мире» наряду с несколькими другими членами администрации Обамы.

## Биография

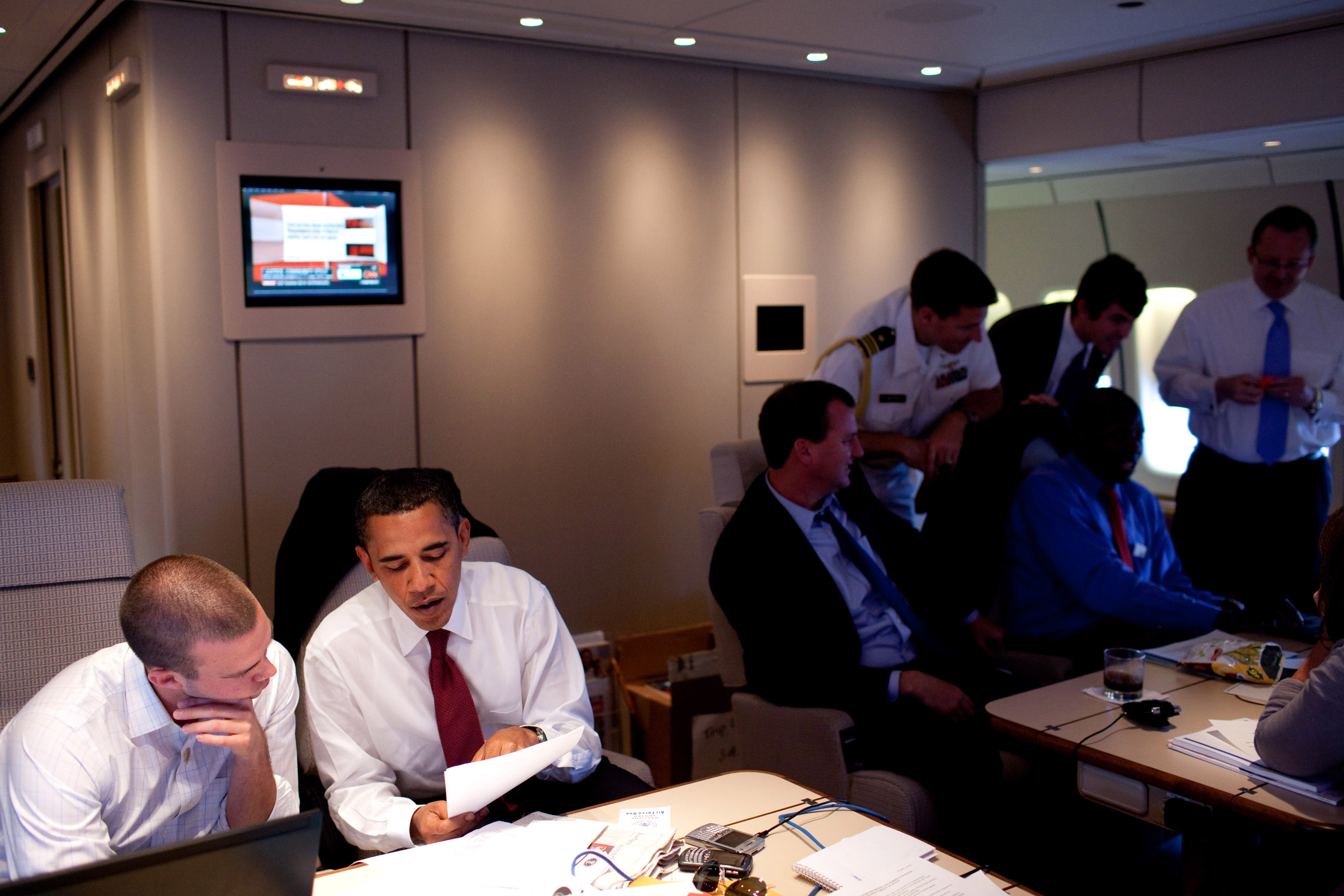
Барак Обама и Джон Фавро на борту направляющегося в Париж «Air Force One» (2009)

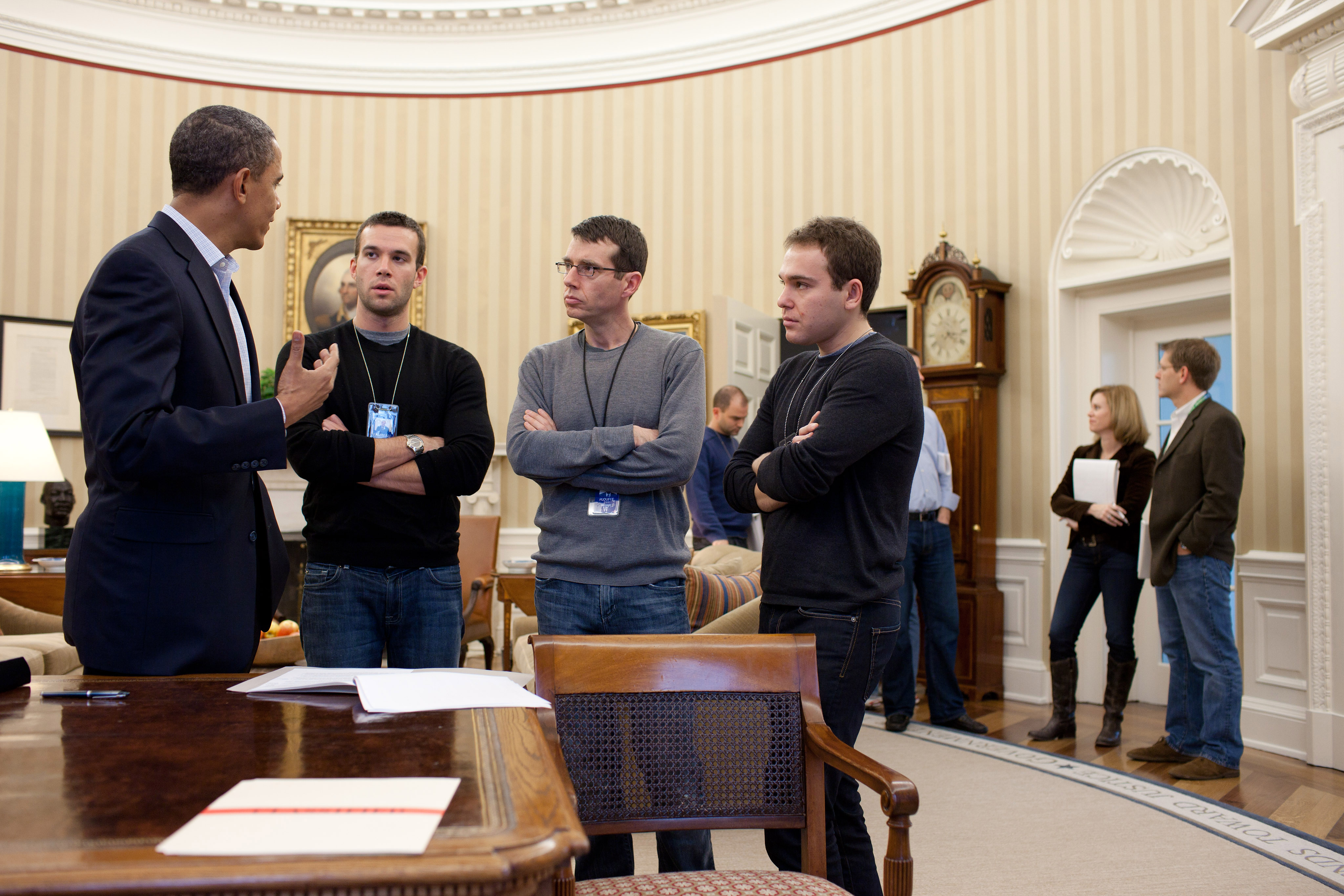
Барак Обама беседует с Джоном Фавро, старшим советником Дэвидом Плаффом и помощником главы по спичрайтингу Джонатаном Ловеттом в Овальном кабинете (2011, фото: Пит Соуз)

Родился 2 июня 1981 года в Уинчестере (Массачусетс, США) в семье франкоканадца Марка Фавро и греко-американки Лиллиан Демаркис, школьной учительницы. Даже ещё не будучи подростком, с подачи родителей (в частности матери, в 1988 году поддержавшей Майкла Дукакиса в его президентской кампании) увлёкся политикой, в том числе смотрел предвыборные президентские телевизионные дебаты.
В 2003 году окончил Колледж Святого Креста с учёной степенью в области политологии. Активно участвовал в студенческой жизни.
В 2004 году был членом президентской кампании Джона Керри, когда впервые встретился с Бараком Обамой, в то время членом Сената штата Иллинойс.
В 2005 году Роберт Гиббс, директор по коммуникациям в канцелярии Обамы, порекомендовал Фавро Обаме на должность спичрайтера, которую он занял вскоре после избрания последнего в Сенат США.
В 2008 году принимал участие в президентской кампании Обамы.
В 2009 году, после избрания Обамы президентом США, стал членом аппарата Белого дома, заняв пост помощника президента и главы по спичрайтингу. Оставался в этой должности до 2013 года.
После ухода из политики, совместно с Томми Витором основал фирму «Fenway Strategies».
В 2014 году стал почётным доктором в области государственных услуг своей альма-матер.
В 2016 году, после победы Дональда Трампа на президентских выборах, Джон Фавро, Томми Витор и Джон Ловетт (все трое бывшие высокопоставленные сотрудники аппарата Белого дома в период президентства Барака Обамы) учредили медиакомпанию «Crooked Media».
С января 2017 года — соведущий политического подкаста «Pod Save America».

## Личная жизнь
С 17 июня 2017 года женат на Эмили Блэк, дочери федерального судьи Тимоти Блэка.
Имеет никнейм «Favs».
Страдает аэрофобией.